# HMS Prudent
HMS Prudent (1768) — 64-пушечный линейный корабль 3 ранга Королевского флота. Единственный британский корабль, названный Prudent (разумный).

## Постройка
Заказан 7 января 1762 года. Спущен на воду 28 сентября 1768 года на королевской верфи в Вулвиче.

## Служба
Участвовал в Американской революционной войне.
1781 год — капитан Томас Бернетт (англ. Thomas Burnett); январь — в эскадре вице-адмирала Арбютнота в Гардинерс-бей. 8 марта французская эскадра графа Детуша (фр. Des Touches) вышла из Ньюпорта, за ней последовал Арбютнот, и в конце концов 16 марта смог преградить ей путь в Чесапикский залив. Три ведущих британских корабля, включая Prudent, попали под сильный огонь до тех пор, пока остальные не пришли им в поддержку. В конце концов противник привелся и возвратился в Ньюпорт, а британская эскадра встала на якорь в Линнхейвен-бей для ремонта.
1782 год — капитан Эндрю Баркли (англ. Andrew Barkley). 25 января в составе флота контр-адмирала Самуэля Худа сражался против французского флота де Грасса при острове Сент-Китс.
1779 год — июль, на рейдовой службе.
Продан в 11 марта 1814 года.